# Phạm Hải Yến
Phạm Hải Yến (* 9. November 1994 in Thường Tín, Hà Nội) ist eine vietnamesische Fußballspielerin.

## Karriere

### Klub
Auf Klubebene ist sie derzeit seit 2011 beim Hà Nội I WFC aktiv.

### Nationalmannschaft
Für die vietnamesische A-Nationalmannschaft debütierte sie im Jahr 2011. Ihr erstes Turnier mit dem Team war so dann die Südostasienmeisterschaft 2011. Hier erzielte sie bei einem 14:0-Sieg über Indonesien zudem noch einen Hattrick, am Ende landete sie mit ihrer Mannschaft dann hier auf dem dritten Platz. Ihr nächstes Turnier sind dann die Asienspiele 2014, wo sie mit ihrer Mannschaft nur knapp die Bronzemedaille verpasst.
Bei der Südostasienmeisterschaft 2016 schafft sie es mit ihren Mitspielerinnen bis ins Finale, scheiterte dann jedoch dort mit 5:6 im Elfmeterschießen an Thailand. Bei den Südostasienspielen 2017, gewinnt sie mit ihrer Mannschaft dann erstmals eine Goldmedaille. Anschließend gelingt ihrer Mannschaft dann auch die Qualifikation für die Asienmeisterschaft 2018, bei dieser kommt sie auch in allen drei Gruppenspielen zum Einsatz, jedoch gelingt ihrer Mannschaft hier kein einziger Punkt, womit diese Teilnahme für die Mannschaft bereits nach der Gruppenphase endete. Nur wenige Monate später nimmt sie mit ihrem Team dann an der Südostasienmeisterschaft 2018 teil und erreicht wieder einmal den dritten Platz. Im Jahr darauf gab es dann auch schon die Austragung der Südostasienmeisterschaft 2019, wo sie sechs Tore für ihr Team beisteuerte und am Ende erstmals mit ihrem Team den Titel gewann. Auch bei den Südostasienspielen 2019 holt sie mit ihren Mitspielerinnen wieder die Goldmedaille.
Danach erreichte sie mit ihrer Mannschaft wieder die Endrunde bei der Asienmeisterschaft 2022. In der Qualifikation erzielte sie in nur zwei Spielen insgesamt acht Tore. Hier reicht ein einziger Punkt in der Gruppenphase, um durch das bessere Torverhältnis über den dritten Platz noch ins Viertelfinale vorzustoßen. Dort ist dann nach einer 1:3-Niederlage gegen die Volksrepublik China dann aber auch Schluss. So hatte man aber noch die Chance in den Playoffs einen Platz für die Weltmeisterschaft 2023 zu erhalten. Dies funktionierte dann auch durch Siege über Taiwan und Thailand. Dadurch schaffte sie es mit ihrer Mannschaft erstmals sich für die Endrunde bei einer Weltmeisterschaft zu qualifizieren.
Bei den im Mai 2022 ausgetragenen Südostasienspielen 2021, gewann sie dann auch noch eine dritte Goldmedaille mit ihrem Team. Bei der Südostasienmeisterschaft 2022 verpasste sie mit ihrer Mannschaft dann wieder nur knapp den dritten Platz. Auch die Südostasienspiele 2023 enden für sie und ihre Mitspielerinnen mit der Goldmedaille.